# MAPK14
MAPK14 (англ. Mitogen-activated protein kinase 14) – білок, який кодується однойменним геном, розташованим у людей на короткому плечі 6-ї хромосоми. Довжина поліпептидного ланцюга білка становить 360 амінокислот, а молекулярна маса — 41 293.
| 10         |  | 20         |  | 30         |  | 40         |  | 50         |
| ---------- |  | ---------- |  | ---------- |  | ---------- |  | ---------- |
| MSQERPTFYR |  | QELNKTIWEV |  | PERYQNLSPV |  | GSGAYGSVCA |  | AFDTKTGLRV |
| AVKKLSRPFQ |  | SIIHAKRTYR |  | ELRLLKHMKH |  | ENVIGLLDVF |  | TPARSLEEFN |
| DVYLVTHLMG |  | ADLNNIVKCQ |  | KLTDDHVQFL |  | IYQILRGLKY |  | IHSADIIHRD |
| LKPSNLAVNE |  | DCELKILDFG |  | LARHTDDEMT |  | GYVATRWYRA |  | PEIMLNWMHY |
| NQTVDIWSVG |  | CIMAELLTGR |  | TLFPGTDHID |  | QLKLILRLVG |  | TPGAELLKKI |
| SSESARNYIQ |  | SLTQMPKMNF |  | ANVFIGANPL |  | AVDLLEKMLV |  | LDSDKRITAA |
| QALAHAYFAQ |  | YHDPDDEPVA |  | DPYDQSFESR |  | DLLIDEWKSL |  | TYDEVISFVP |
| PPLDQEEMES |  |            |  |            |  |            |  |            |

A: Аланін

C: Цистеїн

D: Аспарагінова кислота

E: Глутамінова кислота

F: Фенілаланін

G: Гліцин

H: Гістидин

I: Ізолейцин

K: Лізин

L: Лейцин

M: Метіонін

N: Аспарагін

P: Пролін

Q: Глутамін

R: Аргінін

S: Серин

T: Треонін

V: Валін

W: Триптофан

Кодований геном білок за функціями належить до трансфераз, кіназ, серин/треонінових протеїнкіназ, фосфопротеїнів. 
Задіяний у таких біологічних процесах, як апоптоз, відповідь на стрес, транскрипція, регуляція транскрипції, ацетилювання, альтернативний сплайсинг. 
Білок має сайт для зв'язування з АТФ, нуклеотидами. 
Локалізований у цитоплазмі, ядрі.